# Nicola Ventola
Nicola Ventola (ur. 24 maja 1978 w Grumo Appula) – włoski piłkarz grający na pozycji napastnika. Wielokrotny reprezentant młodzieżowych drużyn narodowych.
Karierę w Serie A rozpoczął w 1994 w AS Bari, skąd został sprowadzony do wielkiego Interu Mediolan w 1998 roku. Szybko okrzyknięto go wschodzącą gwiazdą włoskiej piłki, co zdawał się potwierdzać w pierwszym sezonie gry dla Interu. Wystąpił w 21 meczach i strzelił 6 goli. W następnym sezonie Inter jednak postanowił wypożyczyć utalentowanego gracza do FC Bologny, było to związane z pozyskaniem Christiana Vieriego. Pozostając graczem Interu Ventola następne sezony spędzał głównie na wypożyczeniach (Atalanta BC, AC Siena, Crystal Palace).
W sezonie 2005/2006 Ventola podpisuje dwuletni kontrakt z grającą w Serie B Atalantą Bergamo i walnie przyczynia się do awansu tego klubu do najwyższej klasy rozgrywkowej we Włoszech, strzelając w 35 meczach 15 bramek.
W sezonie 2006/2007 Serie A w składzie Atalanty wystąpił 29 razy, 6 razy wpisując się na listę strzelców. Po zakończeniu sezonu zdecydował się zmienić pracodawcę na Torino FC. W 2009 roku jego kontrakt z zespołem wygasł i Ventola został wolnym zawodnikiem. 3 listopada podpisał kontrakt z Novarą Calcio.
Ventola ma syna Keliana (ur. 2003) z brazylijską modelką Kartiką Luyet.